# تيريزا جيمس
تيريزا جيمس (بالإنجليزية: Teresa James)‏ هي طيارة أمريكية، ولدت في 27 يناير 1914 في بيتسبرغ في الولايات المتحدة، وتوفيت في 26 يوليو 2008.